# Yevla
Yevla é uma cidade  no distrito de Nashik, no estado indiano de Maharashtra.

## Demografia
Segundo o censo de 2001, Yevla tinha uma população de 43,205 habitantes. Os indivíduos do sexo masculino constituem 52% da população e os do sexo feminino 48%. Yevla tem uma taxa de literacia de 72%, superior à média nacional de 59.5%: a literacia no sexo masculino é de 77% e no sexo feminino é de 66%. Em Yevla, 14% da população está abaixo dos 6 anos de idade.